# Jorge Cristo Sahium
Jorge Cristo Sahium (Cúcuta, 19 de julio de 1930-Ibídem, 8 de agosto de 1997) fue un médico y político colombiano.
Fue senador de la República de Colombia desde 1986 hasta su muerte en 1997.

## Biografía
Nació en Cúcuta, hijo de sirio-libaneses. Estudió medicina y cirugía en la Universidad Nacional de Colombia y se especializó de ortopedia y traumatología en la misma institución. Empezó su trayectoria como médico general en el Hospital San Juan de Dios en Cúcuta.
Se interesó en la política creando el movimiento político Movimiento de Renovación Liberal en 1975. En 1976 fue elegido diputado de Norte de Santander. Entre 1978 y 1986 fue representante a la Cámara por Norte de Santander. En 1986 fue elegido senador de Colombia, hasta su muerte.

## Asesinato
El 8 de agosto de 1997 fue asesinado cuando se dirigía a su consultorio médico en Cúcuta con su escolta Pedro Cobaría Reyes. Los asesinos pertenecían al grupo armado Ejército de Liberación Nacional.